# 215-ös busz (Kecskemét)
A kecskeméti 215-ös jelzésű autóbusz a Noszlopy Gáspár parktól indulva körjáratként közlekedett, érintette Széchenyivárost, Máriavárost és Árpádvárost. A viszonylatot a Kecskeméti Közlekedési Központ megrendelésére az Inter Tan-Ker Zrt. üzemeltette.

## Története
A járatot 2020. március 23-án a koronavírus-járvány miatt bevezetett elégséges szolgáltatást biztosító menetrend részeként indították el az 5-es és 21-es buszok összevonásával.
A május 25-ei menetrendben már nem szerepelt, mert újraindították az 5-ös és 21-es jelzésű járatokat.

## Útvonala
| Noszlopy Gáspár park ► Széchenyiváros ► Máriaváros ► Árpádváros ► Noszlopy Gáspár park |
| --- |
| Noszlopy Gáspár park vá. – Bethlen körút – Jókai utca – Hornyik János körút – Széchenyi tér – Kápolna utca – Irinyi utca – Akadémia körút – Nyíri út – Széchenyi körút – Mária körút – Árpád körút – Kossuth körút – Erzsébet körút – Kurucz tér – Nap utca – Kuruc körút – Kodály Zoltán tér – Noszlopy Gáspár park vá. |

## Megállóhelyei
| 0                                              | Noszlopy Gáspár park végállomás | |
| 2                                              | Kada Elek utca                  | 32, 254                                                                                                   |
| 3                                              | Budai kapu                      | 32, 254, 916 Helyközi buszok                                                                              |
| 6                                              | Piaristák tere                  | 1, 2D, 7, 15, 32, 111, 916 Helyközi buszok                                                                |
| 8                                              | Széchenyi tér                   | 1, 2D, 3, 4, 7, 10, 12, 13K, 14, 23, 26, 29, 62, 111, 916                                                 |
| 10                                             | Szent Imre utca                 | 3, 4, 10, 14, 29                                                                                          |
| 11                                             | Aradi Vértanúk tere             | 3, 14D, 29 Helyközi buszok                                                                                |
| 12                                             | Planetárium                     | 3, 14D, 29                                                                                                |
| Az SZTK megállóhelyet ideiglenesen nem érinti. |                                 | |
| 14                                             | Nyíri úti kórház                | 3, 14D |
| 15                                             | Bányai Gimnázium                | 14D Helyközi buszok                                                                                       |
| 16                                             | Akácfa utca                     | |
| 17                                             | Hétvezér utca                   | |
| 18                                             | Tatár sor                       | |
| 21                                             | Rákóczi iskola                  | 14D, 26, 62                                                                                               |
| 22                                             | Szultán utca                    | 14D Helyközi buszok                                                                                       |
| 23                                             | Mezei utca                      | 7, 13K |
| 24                                             | Erzsébet körút                  | Helyközi buszok                                                                                           |
| 26                                             | Adóhivatal                      | |
| 27                                             | Víztorony                       | 4, 12 Helyközi buszok                                                                                     |
| 29                                             | Vasútállomás                    | 1, 2D, 4, 7, 111 Helyközi buszok S20 , S210 , S220 , gyorsvonat, InterRégió, IC, expresszvonat, Televonat |
| 30                                             | Noszlopy Gáspár park            | 1, 2D, 7, 15, 32, 111, 254 Helyközi buszok Távolsági járatok                                              |